# Seznam univerz v Italiji
V Italiji je 65 državnih, 3 deželne in 13 zasebnih univerz, 3 državni univerzitetni zavodi, 11 zasebnih telematskih univerz in več podružnic tujih univerz, med katerimi izstopajo Vatikanske (na primer Gregoriana). Poleg teh je še 9 visokih šol za univerzitetne študente ali po-univerzitetno izobrazbo. Akademske diplome istega nivoja izdajajo tudi razne druge visoke šole. 

## Državne univerze
- Univerza v Bariju Alda Mora (Bari, Brindisi, Corigliano Calabro, Monte Sant'Angelo, Taranto)
- Univerza v Bazilikati (Potenza, Matera)
- Univerza v Bergamu (Bergamo, Dalmine, Treviglio)
- Alma Mater Studiorum  Univerza v Bologni (Bologna, Cesena, Fano, Forlì, Imola, Ozzano dell'Emilia, Ravenna, Reggio nell'Emilia, Rimini)
- Univerza v Brescii (Brescia, Cremona, Mantova)
- Univerza v Cagliariju (Cagliari, Nuoro)
- Univerza v Kalabriji (Arcavacata, Crotone, Vibo Valentia)
- Univerza v Camerinu (Camerino, Ascoli Piceno, Matelica, Recanati, San Benedetto del Tronto)
- Univerza v Cassinu (Cassino, Frosinone, Sora, Terracina)
- Univerza v Catanii (Catania, Caltagirone, Enna, Gela, Modica, Ragusa, Siracusa)
- Univerza v Catanzaru (Catanzaro, Lamezia Terme, Vibo Valentia)
- Univerza Gabrieleja D'Annunzia Università degli Studi "Gabriele d'Annunzio" Chieti (Chieti, Pescara, Lanciano, Torrevecchia Teatina, Vasto)
- Univerza v Ferrari (Ferrara, Argenta, Bolzano, Faenza, Pieve di Cento, Rovigo)
- Univerza v Firencah (Firence, Calenzano, Empoli, Figline Valdarno, Pistoia, Prato, San Giovanni Valdarno, Sesto Fiorentino)
- Univerza v Foggii (Foggia, Cerignola, Lucera, Manfredonia, San Giovanni Rotondo, San Severo)
- Univerza v Genovi (Genova, Savona)
- Univerza v Insubriji (Varese, Como, Bosisio Parini, Busto Arsizio, Saronno)
- Univerza v L'Aquili (L'Aquila, Avezzano, Sulmona, Teramo)
- Politehnična univerza v Markah (Ancona, Fabriano, Fermo, San Benedetto del Tronto, Pesaro)
- Univerza v Macerati (Macerata, Civitanova Marche, Fermo, Jesi, Osimo, Spinetoli)
- Univerza v Messini (Messina, Locri, Modica, Noto, Priolo Gargallo)
- Univerza v Milanu (Milano, Crema, Edolo, Lodi, Mantova)
- Univerza Milano-Bicocca (Milano, Bolzano, Monza)
- Univerza v Modeni in Reggiu v Emiliji (Modena, Reggio v Emiliji)
- Univerza v Molizeju (Campobasso, Isernia, Pesche, Termoli)
- Univerza v Neaplju Friderika II. (Neapelj, Arco Felice, Castellammare di Stabia, Cava de' Tirreni, Frattaminore, Portici, Torre del Greco)
- Univerza v Neaplju »L'Orientale« (Neapelj)
- Neapeljska univerza Parthenope (Neapelj, Afragola, Nola, Potenza, Torre Annunziata)
- Druga Neapeljska univerza (Caserta, Aversa, Capua, Marcianise, Neapelj, Santa Maria Capua Vetere)
- Univerza v Padovi (Padova, Asiago, Castelfranco Veneto, Chioggia, Conegliano, Mirano, Legnaro, Rovigo, Treviso, Venezia, Vicenza, Vittorio Veneto, Portogruaro)
- Univerza v Palermu (Palermo, Agrigento, Caltanissetta, Gela, Enna, Trapani)
- Univerza v Parmi (Parma)
- Univerza v Pavii (Pavia, Cremona, Lodi, Mantova, Treviglio)
- Univerza v Perugii (Perugia, Orvieto, Terni)
- Univerza v Perugii za tujce (Perugia)
- Univerza vzhodnega Piemonta (Vercelli, Alessandria, Asti, Biella, Domodossola, Novara, Verbania)
- Univerza v Pisi (Pisa, La Spezia)
- Univerza v Reggiu v Kalabriji (Reggio v Kalabriji, Lamezia Terme)
- Univerza v Reggiu v Kalabriji za tujce (Reggio v Kalabriji)
- Rimska univerza La Sapienza (Rim, Benevento, Campobasso, Cassino, Isernia, Latina, Narni, Orvieto, Pomezia, Pozzilli, Rieti, Viterbo)
- Rimska univerza Tor Vergata (Rim, Cassino)
- Rimska univerza Roma Tre (Rim)
- Rimska univerza Foro Italico (Rim)
- Univerza v Salentu (Lecce, Brindisi, Mesagne)
- Univerza v Salernu (Fisciano, Baronissi, Lancusi)
- Univerza Sannia (Benevento)
- Univerza v Sassariju (Sassari, Alghero, Nuoro, Olbia, Oristano, Tempio Pausania)
- Univerza v Sieni (Siena, Colle Val d'Elsa, Arezzo, San Giovanni Valdarno, Grosseto, Follonica)
- Univerza v Sieni za tujce (Siena)
- Univerza v Teramu (Teramo, Avezzano)
- Univerza v Torinu (Torino, Aosta/Aoste, Asti, Biella, Cuneo, Grugliasco)
- Univerza v Trentu (Trento, Rovereto)
- Univerza v Trstu (Trst, Gorica, Pordenone, Portogruaro, Videm)
- Univerza Tuscie (Viterbo, Cittaducale)
- Univerza v Vidmu (Videm, Gorica, Pordenone, Mestre, Trst)
- Univerza v Urbinu (Urbino, Fano, Pesaro)
- Univerza v Benetkah Ca' Foscari (Benetke, Treviso, Portogruaro, Mestre)
- Univerza Iuav v Benetkah (Benetke, Mestre, Treviso)
- Univerza v Veroni (Verona, Ala, Bolzano, Rovereto, Trento, Vicenza)

## Papeške univerze vRimu
- Papeška univerza Gregoriana (Pontificia Università Gregoriana) - jezuitska
  - Papeški biblični inštitut  (Pontifico istituto biblico)
  - Papeški orientalski inštitut (Pontifico istituto orientale)
- Papeška univerza Urbaniana (Pontificia Università Urbaniana)
- Papeška lateranska univerza (Pontificia Università lateranense; Lateranum)
  - Patristični inštitut Augustinianum (Instituto Patristico Augustinianum)
  - Papeški inštitut za moralno teologijo (Pontificia Accademia Alfonsiana, Alphonsianum)
  - Papeški inštitut za teologijo posvečenega življenja (Pontificio Istituto di teologia della vita consacrata "Claretianum")
  - Papeški inštitut za študije zakona in družine Janeza Pavla II. (od 2017 Papeški teološki inštitut Janeza Pavla II. za znanosti o zakonu in družini)
- Papeška salezijanska univerza (Università Pontificia Salesiana, UPS) - Salezijanci
  - Papeški inštitut/fakulteta za krščansko in klasično literaturo (Pontificium Institutum Altioris Latinitatis / Facoltà di Lettere Cristiane e Classiche) - dekan Miran Sajovic
- Papeška univerza Svetega križa (prvotno Rimski kolegij Svetega križa) - Opus Dei
  - Rimski kolegij svete Marije
  - Papeški bogoslužni inštitut sv. Anzelma (Pontificio ateneo Sant'Anselmo/Pontificio Istituto Liturgico) - ust.1961 - Benediktinci

## Deželne univerze
- Univerza Kore v Enni (Università Kore di Enna) (Enna)
- Svobodna univerza v Bocnu (Libera università di Bolzano / Freie Universität Bozen / Free university of Bolzano - Bozen) (Bocen, Bressanone, Brunico)
- Univerza v Dolini Aosta (Università della Valle d'Aosta / Université de la Vallée d'Aoste) (Aosta, Saint-Christophe)

## Zasebne univerze
- Katoliška univerza Srca Jezusovega (Milano, Roma, Brescia, Campobasso, Piacenza, Cremona)
- Libera università degli studi San Pio V (Rim)
- Libera università di lingue & comunicazione Iulm (Milano, Feltre)

- LUISS - Libera università internazionale degli studi sociali »Guido Carli« (Rim)
- LUM - Libera università mediterranea »Jean Monnet« (Casamassima)
- LUMSA - Libera università Maria SS. Assunta (Rim, Gubbio, Mussomeli, Palermo, Taranto)
- Università Carlo Cattaneo LIUC (Castellanza)
- Università Campus Bio-Medico (Rim)
- Università Commerciale Luigi Bocconi (Milano)
- Università degli studi Suor Orsola Benincasa (Neapelj, Pomigliano d'Arco, Salerno)
- Università di Scienze Gastronomiche (Bra, Colorno)
- Università Vita-Salute San Raffaele (Milano, Cesano Maderno)
- Università Europea di Roma (Rim)
- Univerza »Nikolaj Kuzanski«/Università degli Studi Niccolò Cusano (Rim)
- Paul H. Nitze School of Advanced International Studies (SAIS) v Bologni (oddelek Johns Hopkins University, Baltimore)

## Državni univerzitetni zavodi
- Politecnico di Bari (Bari, Taranto)
- Politecnico di Milano (Milano, Como, Cremona, Lecco, Mantova, Piacenza)
- Politecnico di Torino (Torino, Alessandria, Aosta/Aoste, Biella, Ivrea, Mondovì, Vercelli)

## Zasebne telematske univerze
- Università telematica Guglielmo Marconi (Roma)
- Università telematica management audiovisivo TEL.M.A. (Roma)
- Università telematica e-Campus (Novedrate)
- Università telematica Pegaso (Neapelj)
- Università telematica internazionale UniNettuno (Roma)
- Università telematica Leonardo da Vinci (Torrevecchia Teatina)
- Università telematica Giustino Fortunato (Benevento)
- Università telematica delle scienze umane UniSu (Roma, Gela)
- Università telematica internazionale Unitel (Milano)
- Università Telematica Universitas Mercatorum (Roma)
- Università Telematica non statale »Italian University Line« (Firenze)

## Visoke šole
- Scuola Normale Superiore di Pisa (Pisa)
- Scuola Superiore di Studi Universitari e di Perfezionamento Sant'Anna (Pisa)
- Scuola Internazionale Superiore di Studi Avanzati - International school for advanced studies (SISSA-ISAS) (Trieste)
- Scuola Superiore di Catania (Catania)
- Scuola Superiore dell'Università di Udine (Udine)
- Scuola Galileiana di Studi Superiori (Padova)
- Istituto Italiano di Scienze Umane (IISU) (Firenze, Neapelj)
- Istituto di Studi Avanzati di Lucca (Lucca)
- Istituto Superiore Universitario per la Formazione Interdisciplinare (ISUFI) (Lecce)
- Istituto Universitario di Studi Superiori (IUSS) (Pavia)

## Univerzam enakopravne šole
- Visoke šole za prevajalce
- Zavodi za specializacijo psihoterapevtov
- Akademije likovnih umetnosti
- Državna akademija plesa
- Državna akademija dramske umetnosti
- Zavodi za umetnostno industrijo
- Visoke glasbene šole in konservatoriji